# Nuoto ai campionati mondiali di nuoto 2019 - Staffetta 4x100 metri stile libero femminile
La gara di nuoto della staffetta 4x100 metri stile libero femminile dei campionati mondiali di nuoto 2019 è stata disputata il 21 luglio presso il Nambu International Aquatics Centre di Gwangju. Vi hanno preso parte 18 squadre nazionali. La competizione è stata vinta dalla squadra australiana, mentre l'argento e il bronzo sono andati rispettivamente alla squadra statunitense e a quella canadese.

## Podio
| Posizione | Nazione     | Atlete                                                                                             |
| --------- | ----------- | -------------------------------------------------------------------------------------------------- |
| Oro       | Australia   | Bronte Campbell Brianna Throssell Emma McKeon Cate Campbell Madison Wilson*                        |
| Argento   | Stati Uniti | Mallory Comerford Abbey Weitzeil Kelsi Dahlia Simone Manuel Allison Schmitt* Margo Geer* Lia Neal* |
| Bronzo    | Canada      | Kayla Sanchez Taylor Ruck Penny Oleksiak Margaret MacNeil Rebecca Smith*                           |

* Nuotatrici che hanno partecipato solamente nelle batterie.

## Programma
| Data           | Ora (UTC+9) | Turno    |
| -------------- | ----------- | -------- |
| 21 luglio 2019 | 12:21       | Batterie |
| 21 luglio 2019 | 21:33       | Finale   |

## Record
Prima della manifestazione il record del mondo e il record dei campionati erano i seguenti.
| Record mondiale       | 3'30"05 | Australia Shayna Jack (54"03) Bronte Campbell (52"03) Emma McKeon (52"99) Cate Campbell (51"00)   | 5 aprile 2018 Gold Coast, Australia |
| Record dei campionati | 3'31"48 | Australia Emily Seebohm (53"92) Emma McKeon (53"57) Bronte Campbell (51"77) Cate Campbell (52"22) | 2 agosto 2015 Kazan', Russia        |

Durante la competizione è stato battuto il seguente record:
| Data      | Evento | Atlete                                                                                      | Nazione   | Tempo   | Record                |
| --------- | ------ | ------------------------------------------------------------------------------------------- | --------- | ------- | --------------------- |
| 21 luglio | Finale | Bronte Campbell (52"85) Brianna Throssell (53"34) Emma McKeon (52"57) Cate Campbell (51"45) | Australia | 3'30"21 | Record dei campionati |

## Risultati

### Batterie
| Pos. | Batteria | Corsia | Atlete                                                                                                | Nazione       | Tempo   | Note            |
| ---- | -------- | ------ | --- | ------------- | ------- | --------------- |
| 1    | 2        | 4      | Cate Campbell (52"44) Brianna Throssell (53"66) Madison Wilson (53"90) Bronte Campbell (53"39)        | Australia     | 3'33"39 | Q               |
| 2    | 2        | 5      | Kayla Sanchez (53"61) Penny Oleksiak (52"75) Rebecca Smith (54"37) Margaret MacNeil (54"00)           | Canada        | 3'34"73 | Q               |
| 3    | 2        | 1      | Michelle Coleman (54"33) Sarah Sjöström (51"91) Hanna Eriksson (55"70) Louise Hansson (54"09)         | Svezia        | 3'36"03 | Q               |
| 4    | 1        | 4      | Allison Schmitt (55"04) Abbey Weitzeil (53"07) Margo Geer (53"61) Lia Neal (54"41)                    | Stati Uniti   | 3'36"13 | Q               |
| 5    | 2        | 3      | Rika Omoto (54"21) Tomomi Aoki (54"01) Aya Sato (53"98 ) Rio Shirai (53"97)                           | Giappone      | 3'36"17 | Q               |
| 6    | 1        | 5      | Kim Busch (55"39) Femke Heemskerk (52"60) Kira Toussaint (54"32) Ranomi Kromowidjojo (54"31)          | Paesi Bassi   | 3'36"62 | Q               |
| 7    | 1        | 3      | Zhu Menghui (54"56) Wu Qingfeng (54"99) Wang Jingzhuo (54"76) Yang Junxuan (53"58)                    | Cina          | 3'37"89 | Q               |
| 8    | 1        | 2      | Annika Bruhn (55"35) Reva Foos (54"85) Julia Mrozinski (54"28) Jessica Steiger (54"07)                | Germania      | 3'38"55 | Q               |
| 9    | 1        | 6      | Dar'ja Ustinova (54"55) Marija Kameneva (53"99) Sofya Lobova (55"55) Arina Openysheva (54"85)         | Russia        | 3'38"94 |                 |
| 10   | 1        | 7      | Camille Cheng (55"23) Siobhán Haughey (52"89) Ho Nam Wai (56"64) Tam Hoi Lam (55"64)                  | Hong Kong     | 3'40"40 |                 |
| 11   | 1        | 0      | Barbora Seemanová (55"09) Anna Kolářová (55"93) Simona Kubová (55"50) Anika Apostalon (54"26)         | Rep. Ceca     | 3'40"78 |                 |
| 12   | 2        | 7      | Katarzyna Wilk (55"03) Alicja Tchórz (55"00) Dominika Kossakowska (55"80) Aleksandra Polańska (55"18) | Polonia       | 3'41"01 |                 |
| 13   | 2        | 2      | Nina Kost (56"03) Alexandra Touretski (55"95) Maria Ugolkova (54"22) Noémi Girardet (55"10)           | Svizzera      | 3'41"30 |                 |
| 14   | 2        | 6      | Julie Kepp Jensen (55"45) Signe Bro (55"97) Jeanette Ottesen (54"85) Emily Gantriis (55"93)           | Danimarca     | 3'42"20 |                 |
| 15   | 2        | 0      | Lee Kun-a (55"80) Jeong So-eun (55"22) Choi Ji-won (55"97) Jung You-in (55"59)                        | Corea del Sud | 3'42"58 |                 |
| 16   | 2        | 8      | Selen Özbilen (55"30) Gizem Güvenç (55"63) Viktoriya Zeynep Güneş (55"89) Ekaterina Avramova (56"21)  | Turchia       | 3'43"03 |                 |
| 17   | 1        | 1      | Quah Ting Wen (55"43) Cherlyn Yeoh (54"96) Christie Chue (56"42) Quah Jing Wen (56"30)                | Singapore     | 3'43"11 |                 |
| 18   | 1        | 8      | Erin Gallagher (55"17) Tayla Lovemore (56"21) Emma Chelius (55"28) Rebecca Meder (56"69)              | Sudafrica     | 3'43"35 | Record africano |

### Finale
| Posizione | Corsia | Atlete                                                                                        | Nazione     | Tempo   | Note                  |
| --------- | ------ | --------------------------------------------------------------------------------------------- | ----------- | ------- | --------------------- |
|           | 4      | Bronte Campbell (52"85) Brianna Throssell (53"34) Emma McKeon (52"57) Cate Campbell (51"45)   | Australia   | 3'30"21 | Record dei campionati |
|           | 6      | Mallory Comerford (52"98) Abbey Weitzeil (52"66) Kelsi Dahlia (53"46) Simone Manuel (51"92)   | Stati Uniti | 3'31"02 | Record panamericano   |
|           | 5      | Kayla Sanchez (53"72) Taylor Ruck (52"19) Penny Oleksiak (52"69) Margaret MacNeil (53"18)     | Canada      | 3'31"78 | Record nazionale      |
| 4         | 7      | Kim Busch (55"23) Ranomi Kromowidjojo (52"92) Kira Toussaint (54"76) Femke Heemskerk (52"41)  | Paesi Bassi | 3'35"32 |                       |
| 5         | 1      | Yang Junxuan (53"68) Zhu Menghui (53"39) Wu Qingfeng (54"26) Wang Jingzhuo (54"50)            | Cina        | 3'35"83 |                       |
| 6         | 3      | Sarah Sjöström (52"23) Michelle Coleman (53"88) Louise Hansson (54"33) Sophie Hansson (55"89) | Svezia      | 3'36"33 |                       |
| 7         | 2      | Tomomi Aoki (54"62) Aya Sato (53"91) Rio Shirai (54"23) Rika Omoto (54"03)                    | Giappone    | 3'36"79 |                       |
| 8         | 8      | Jessica Steiger (54"59) Julia Mrozinski (55"02) Reva Foos (54"72) Annika Bruhn (54"74)        | Germania    | 3'39"07 |                       |